# Vivere & murì
Vivere & murì è un album del 2007 inciso dal cantante italiano Mauro Nardi contenente 11 brani in lingua napoletana, prodotto e distribuito dalla Seamusica.

## Tracce
1. Vivere e murì – 3:27 (E. Caradonna - C. Liberati - A. Borrelli)
2. Pecche' si bella – 4:39 (E. Caradonna - A. Borrelli)
3. Pe Te – 5:04 (E. Caradonna - A. Borrelli)
4. E quatte ciuccie – 2:41 (Loumonte)
5. Non 'o saie – 4:19
6. Ossessione – 4:02 (T. Apicella)
7. Chella ce o vvo' – 3:11 (F. Percopo - C. Liberati)
8. Ce stive solo tu – 4:30 (E. Caradonna - A. Borrelli)
9. E me ne torno sule – 3:56
10. Nun si cchiu' tu – 4:22 (E. Caradonna - G. Fiore - A. Borrelli)
11. Medaglia d'oro – 4:27 (Annona - Di Domenico)